# Aneflus humeralis
Aneflus humeralis är en skalbaggsart som beskrevs av Chemsak och Linsley 1963. Aneflus humeralis ingår i släktet Aneflus och familjen långhorningar. Inga underarter finns listade i Catalogue of Life.